# Syndrome de Fryns
 (juin 2018).
Le syndrome de Fryns est une maladie associant une hernie diaphragmatique, un visage particulier et des anomalies des doigts. La plupart des enfants décèdent à la naissance, en raison de la hernie diaphragmatique.

Ce syndrome serait responsable de 10 % des hernies diaphragmatiques congénitales et donc la cause syndromique la plus fréquente des hernies diaphragmatiques congénitales.
Les critères diagnostics de ce syndrome sont les suivants :
- histoire clinique compatible avec une maladie de transmission récessive ;
- hernie diaphragmatique ;
- faciès caractéristique ;
- hypoplasie des doigts ;
- hypoplasie pulmonaire ;
- une des anomalies suivantes : hydramnios, microphtalmie, malformations cérébrales, fente labiale, cardiopathie congénitale, anomalie rénale ou intestinale.

## Étiologie
Le caractère génétique de ce syndrome est certain mais le gène, à la date de création de cet article, est inconnu.
En septembre 2005, dans le Journal of Medical Genetics, deux microdélétions ont été mises en évidence à l'origine de Syndrome de Fryns :
- deux impliquant le chromosome 15 q26.2 chez deux filles ;
- une impliquant le chromosome 8 p23.1 chez un garçon.

## Description
Outre les caractéristiques de la définition, il existe souvent des anomalies du cerveau à type de agénésie du corps calleux, de malformation de Dandy-Walker, de ventriculomégalie. Le retard mental est fréquent chez les survivants.

### Anténatal
Dans les familles à risque, seul l’échographie permet de faire le diagnostic en l’absence de gène connu de cette maladie.
La découverte fortuite (en cas de mutation de novo) par échographie est possible.

## Sources
- (fr) Orphanet
- (en) Online Mendelian Inheritance in Man, OMIM (TM). Johns Hopkins University, Baltimore, MD. MIM Number:229850